# Грецька площа (Одеса)
Грецька площа — одна з головних площ міста Одеси. Розташована на перетині вулиць Грецької і проспекту Українських Героїв. У різні часи носила назву Олександрівська, Мартиновського. Це — одна з найбільших площ Одеси, має прямокутну площу, посередині стоїть овальна будівля дому Маюрова, по боках — напівкруглі будівлі.
Цю площу можна вважати найстарішою в Одесі. Ще за існування поселення Хаджибей тут був базар, а трохи далі Грецькою вулицею, в бік Європейської — мусульманське кладовище. Після взяття Хаджибея площу довгий час не забудовували. До 1804 року були забудовані лише парний бік Колодязного провулка і непарний — Грецького провулка. Місцевість являла собою верхів'я Військової балки, яку перетинали мости в районі вулиць Ланжеронівської та Дерібасівської в районі вулиці Гаванної, також діяв колектор. Розбудова площі розпочалася із ділянки, що примикає до Грецької вулиці, пізніше — із боку Дерібасівської. Розбудовували площу переважно приватні особи за стандартним планом — крамниця із портиком, двоповерхова будівля, далі — господарський двір. Серед забудовників переважали греки — Іоаннопуло, Серафіно, Папахаджи, Раллі, Маразлі. Саме ця особливість і дала назву площі. У 1814 році в одному із будинків на площі було відкрито грецьке таємне товариство «Філікі Етерія» (грец. Φιλική Εταιρεία — товариство друзів), яке мало за мету боротьбу за незалежність Греції.

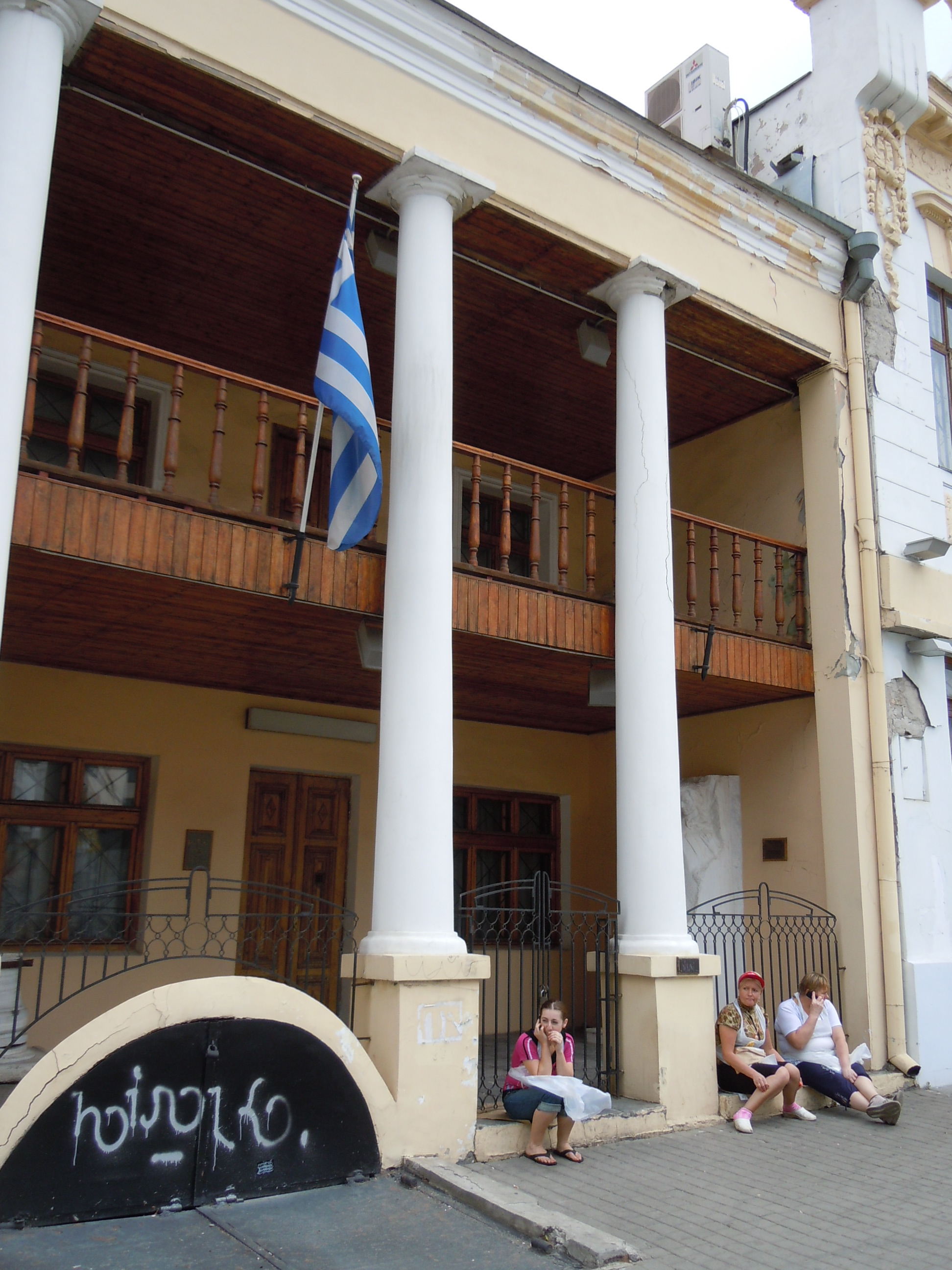
Будинок «Філікі Етерія» — частина старої забудови Грецької площі

Довгий час тут існував базар, який був головним у місті. В центрі площі певний час існував сквер, пізніше тут розпочалася розбудова Грецької церкви, був зведений фундамент. На цьому фундаменті далі був зведений Будинок Маюрова, відомий також як Круглий Дім. Останній був збудований як торгова галерея.
У радянські часи площа функціонувала як важливий транспортний вузол, тут була кінцева станція трамвая (згодом — тролейбуса), автостанція. Напівкруглий будинок, що відокремлював площу від сучасної вулиці Буніна, був зруйнований під час Другої світової війни. Певний час на його місці був сквер, а згодом, на межі 1950-х і 1960-х років, на його місці збудували ресторан «Київ», також напівкруглий. Під час будівництва ресторану знесли трамвайну станцію, а на її місці поставили фонтан. У ті ж роки трамвай замінили на тролейбус. У 1996 році був зруйнований будинок Маюрова, після чого відновлений із суттєвими змінами.